# Чосонський адвокат
Чосонський адвокат (кор. 조선변호사, ханча: 朝鮮辯護士, також відомий як Чосонський адвокат: Моральність) — південнокорейський телесеріал, що розповідає історію про людину зовнішнього відділу (адвоката) Кан Хан Су, що мститься вбивцями його батьків, використовуючи судовий процес, але поступово стає справжнім адвокатом. Серіал заснований на однойменному вебтуні автора Чон Хо Рак і ілюстратора Сім Че Йон, що виходив на платформі Bomtoon. Він транслювався на телеканалі MBC щоп'ятниці та щосуботи з 31 березня по 20 травня 2023, крім того серіал також доступний на платформі Wavve у Південній Кореї та на Kocowa, Viki і Viu у вибраних регіонах. У головний ролях У То Хван, Бона та Чха Хак Йон.

## Сюжет
До столиці, Ханян, прибуває на кораблі Кан Хан Су, людина зовнішнього відділу, разом зі своїм помічником Тон Чхі. У той час принцеса Лі Йон Джу, що видає себе за простолюдина на ім'я Совон, разом із пані Хон утримують заїзд (йоґак) «Совонґак», де надають гроші бідним верствам населення. По приїзду до Ханян Кан Хан Су намагається знайти свого першого клієнта, однак його шлях перетинається із Совон. Першим клієнтом Хан Су у Ханяні стає торговець вина зі слив, торгівлю якого утискає місцевий купець Чан Те Бан і вимагає сплачувати внесок у їхню купецьку гільдію. Під час судової справи Хан Су, використовуючи свої вміння, отримує перемогу на користь торговця вина, внаслідок чого вражає Совон. Після чого вона вирішує взяти Кан Хан Су під власну опіку, отримавши відповідний дозвіл від короля. У той час як для адвоката ця справа стало початком до здійснення своєї помсти проти кривдників його сім'я. Водночас Хан Су не одразу вирішує прийняти Совон як свого помічника, але поступово погоджується на це, особливо після того, як вона дозволила йому приймати його клієнтів у «Совонґак». Тепер він разом із допомогою Совон бере участь у судових справах, захищаючи інтереси простого народу Чосон, а при цьому Кан Хан Су намагається засудити своїх кривдників.

## Акторський склад

### Головні ролі
- У То Хван як Кан Хан Су[13][14]
  - Чхве Хьон Джін як Кан Хан Су у дитинстві

Він є людиною зовнішнього відділу, що прагне використати судовий процес, щоб помститися кривдникам свої сім'ї. У дитинстві Хан Су зростав у Чхонсані разом із своїми батьками, сестрою і близьким другом Тон Чхі. Однак, батьки сестру віддали на одруження з аристократичною сім'єю, а скоро батька несправедливо звинуватили на суді, після чого він помер під час відбування покарання. Пізніше, Хан Су виявив свою матір, яка була повішена у їхньому будинку. Він приймає до своїх лав Совон і поступово в неї закоється, але він не знає про її таємницю.
- Бона як Лі Йон Джу/Совон[13][14]
  - Лі Ко Ин як Лі Йон Джу у дитинстві

Вона є принцесою і сестрою поточного короля Лі Хюля. У дитинстві вона втратила батька, що помер за містичних обставин. Після смерті батька більшість свого часу Йон Джу проводить поза палацом, видаючи себе за простолюдину під ім'ям Соовон. Вона володіє заїздом «Совонґак», де допомагає людям, яким не вистачає для свого життя. Йон Джу має таємного прихильника, який постійно присилає листи та грошову допомогу для утримання закладу. Вона приєднується до Хан Су і допомагає з його судовими справами. Йон Джу поступово закохується у Хан Су.
- Чха Хак Йон як Ю Чі Сон[13][14]
  - Пе Мін Джун як Ю Чі Сон у дитинстві

Він є суддею та сином головного державного радник Ю Че Се. На противагу свого батька, Чі Сон намагається дотримуватися закону та буде справедливим, не піддаючись різними видам хабарів та впливу партії Хунґу. Він є таємним спосором «Совонґак», що й відправляє листи Совон, яка йому подобається.

### Другорядні ролі

#### Люди у палаці
- Сон Кон Хі як король Сонджон/Лі Хюль[15][16]

Він є теперішнім королем Чосону та братом Йон Джу. Лі Хюль намагається бути справедливим королем, однак він має найбільшого ворога — головного державного радник Ю Че Се, який не дає приймати деякі рішення самостійно та має таємну групу прихильників, які блокують рішення короля. Тому йому вигідно підтримувати Хан Су, який поступиво розхитує вплив партії Хунґу. Він продовжує справу батька і завершує створення Національного кодексу.
- Кім Є Ран як велика королева-вдова Часон[en]

Вона є королевою-вдовою, що свого часу втратила сина. Королева не змогла позбутися впливу Ю Че Се на рішення, які приймає король. Пізніше стає відомо, що вона також є людиною Ю Че Се.
- Хан Сан Джо як євнух Ко

Він є найближчим соратником і довіреною особою короля. Євнух Ко постійно супроводжує Лі Хюля, куди б він не ходив.

#### Міністри в уряді
- Чхо Хо Джін як головний державний радник Ю Че Се[15][16]

Він є головний державний радник та головою партії Хунґу. Ю Че Се є тим, хто стоїть за більшістю таємних і несправедливих схеми, що відбуваються в Чосоні. До того ж, він є головною особою, що винна у несправедливому звинуваченні батька Кан Хан Су.
- Чхве Му Сон як правий чхамчхан Чху Йон У[15][16]

Він є правим чхамчханом та належить до партії Хунґу.
- Лі Че Ун як лівий чхамчхан Вон Те Хан

Він є лівим чхамчханом та належить до партії Хунґу.
- Чхве Пьон Мо як правий державний радник[en] Ім Сан Хо

Він є правим державним радником та належить до партії Сарім
- Нам Кьон Оп як лівий державний радник[en] Чхве Су Йон

Він є лівим державним радником та не належить до жодної партії.

#### Люди навколо Хан Су
- Лі Кю Сон як Тон Чхі[15][16]
  - Лі Чхан Ю як Тон Чхі у дитинстві

Він є другом з дитинства та довіреною особою Хан Су. Тон Чхі з часом закохуються у пані Хон.
- Чу А як О Воль

Вона є новою кісен у Вольхару. О Воль є однією з трьох кісен, з якими знайомий Хан Су.
- Ю Є Бін як Чон Хян

Вона є кісен у Вольхару. Чон Хян є однією з трьох кісен, з якими знайомий Хан Су.
- Но Хен Ха як Мьон Воль

Вона є кісен у Вольхару. Мьон Воль є однією з трьох кісен, з якими знайомий Хан Су.
- Хан Со Ин як Кан Ин Су
  - Юн Со Йон як Кан Ин Су у дитинстві

Вона є сестрою Кан Хан Су, яку в дитинстві віддали на одруження з аристократом, однак після смерті її чоловіка і несправедливого звинувачення її батька, сім'я її чоловіка прогнала з дому. Ин Су намагалася потрапити до столиці, але потрапила в біду, з якою врятував її Ю Че Се. З того часу вона стала прислуговувати йому, вірячи його словам, що у смерті її батька винна королева.
- Кім Чон Тхе як Кан Он Джік

Він був державним чиновником і батьком Кан Хан Су і Кан Ин Су. Він допомагав минулому король укладати Національний кодекс, книгу законів, однак був несправедливо звинувачений, внаслідок впливу партією Хунґу, яка не хотіла запровадження цих законів. Он Джік помер під час відбування свого покарання.
- Мін Чі А як пані Лі

Вона є дружиною Он Джік і матір'ю Кан Хан Су і Кан Ин Су. Після смерті свого чоловіка іїй було тяжко та з часом вона теж помирає через повішення, проте до її смерті також можуть бути причетна партія Хунґу.

#### Люди навколо Йон Джу
- Сін Тон Мі як пані Хон[15][16]

Вона є нянею Йон Джу, власницею «Совонґак» та придворною дамою. Пані Хон є найближчою людиною для Йон Джу. З часом у пані Хон формуються романтичні відчуття до Тон Чхі.
- Лі Сі Ху як Чхве Юн

Він є племінником пані Хон, який знається на бойових мистецтвах. Чхве Юн працює як дворецький у «Совонґак».
- Кім То Йон як шеф Пек

Вона є кухарем у «Совонґак».
- Хан Мін як колишній король

Він є батьком Йон Джу і Хюля. Він почав укладати книгу законів «Національний кодекс», але помер за таємничих обстав, де до його смерті, ймовірно причетна партія Хунґу на чолі Ю Че Се.

#### Люди навколо Чі Сона
- Кан Хьон О як Кім Чі Хо

Він є тілоохоронцем Ю Чі Сона.

#### Інші
- Лі Чун Хьок як Чан Те Бан

Він був чиновником, що розслідував злочини, а потім став головою купецької гільдії «Чанссісандан». Після програшу у справі щодо вина зі слив, Те Бан був убитий Ю Че Се.
- Хон Ван Пхьо як Чо Чхоль Джо

Він був правою рукою Те Бан, а після його смерті став головою купецької гільдії.
- Лі Чхан Джон як Чху Саль

Він є правою рукою Чхоль Джо.

### Додаткові ролі
- Лі Тхе Ґом як пан Лі

Він є держслужбовцем.
- Хван Ман Ік як Хо Пхан Юн

Він є найвищим чиновником у Хансонбу.
- Чон А Мі як Пак Йон Ін

Вона є старою жінкою із підозрілою таємницею.
- Чо Хі Бон як Пак Че Су

Він є гончарем, що має владу.

### Особлива поява
- Пе Хе Сон як пані Йон
- Квон А Рим як Йон Сіль

## Оригінальні звукові доріжки

### Повний альбом
| Joseon Attorney (Original Television Soundtrack) | Joseon Attorney (Original Television Soundtrack)     | Joseon Attorney (Original Television Soundtrack)                                    | Joseon Attorney (Original Television Soundtrack)                 | Joseon Attorney (Original Television Soundtrack) | Joseon Attorney (Original Television Soundtrack) |
| #                                                | Назва                                                | Автор слів                                                                          | Автор музики                                                     | Виконавець                                       | Тривалість                                       |
| ------------------------------------------------ | ---------------------------------------------------- | ----------------------------------------------------------------------------------- | ---------------------------------------------------------------- | ------------------------------------------------ | ------------------------------------------------ |
| 1.                                               | «Run away»                                           | Hellogoodboy, Лі Тон Йон, Кім Мін Ґю, Кім Мін Дже (ONCLASSA), Со Чі Хьок (ONCLASSA) | Hellogoodboy, Лі Тон Йон, Кім Мін Ґю                             | Лі Чхан Соп                                      | 3:30                                             |
| 2.                                               | «LEAD»                                               | Лімґо, Лісон                                                                        | Ніклас Еклунд, Олівер Фернстрем, Крістін Боґен                   | Нан А Джін                                       | 3:14                                             |
| 3.                                               | «Spring Again» (우린 다시 봄)                        | Хан Кьон Су, bigguyrobin                                                            | Хан Кьон Су, bigguyrobin                                         | Борамію                                          | 3:38                                             |
| 4.                                               | «Take me back in time» (시간을 돌려서)               | Чон Кин Хва (Weeky1)                                                                | Чон Кин Хва (Weeky1), Кім Су Бін (AIMING), Квон Су Хьон (AIMING) | Сою                                              | 4:35                                             |
| 5.                                               | «I always»                                           | Пан Со                                                                              | Пан Со                                                           | MORE                                             | 4:40                                             |
| 6.                                               | «Run away (Inst.)»                                   |                                                                                     | Hellogoodboy, Лі Тон Йон, Кім Мін Ґю                             | Лі Чхан Соп                                      | 3:30                                             |
| 7.                                               | «LEAD (Inst.)»                                       |                                                                                     | Ніклас Еклунд, Олівер Фернстрем, Крістін Боґен                   | Нан А Джін                                       | 3:14                                             |
| 8.                                               | «Spring Again» (우린 다시 봄 (Inst.))                |                                                                                     | Хан Кьон Су, bigguyrobin                                         | Борамію                                          | 3:38                                             |
| 9.                                               | «Take me back in time» (시간을 돌려서 (Inst.))       |                                                                                     | Чон Кин Хва (Weeky1), Кім Су Бін (AIMING), Квон Су Хьон (AIMING) | Сою                                              | 4:35                                             |
| 10.                                              | «I always (Inst.)»                                   |                                                                                     | Пан Со                                                           | MORE                                             | 4:40                                             |
| 11.                                              | «Joseon Attorney Title» (조선변호사 Title)           |                                                                                     | Даніель Лі                                                       | Даніель Лі                                       | 2:15                                             |
| 12.                                              | «Find an exit in the labirynth» (미궁속 출구를 찾아) |                                                                                     | Кім Ван Джон                                                     | Кім Ван Джон                                     | 1:53                                             |
| 13.                                              | «the beginning of revenge» (복수의 시작)             |                                                                                     | Лім Ха Йон                                                       | Лім Ха Йон                                       | 3:29                                             |
| 14.                                              | «the realization of justice» (정의구현)              |                                                                                     | Сін Мін Йон                                                      | Сін Мін Йон                                      | 2:32                                             |
| 15.                                              | «Joseon's Best Couple» (조선 제일 커플)              |                                                                                     | Пьон Тон Ук                                                      | Пьон Тон Ук                                      | 2:00                                             |
| 16.                                              | «Tango of Blood» (피의 탱고)                         |                                                                                     | Чін Мьон Йон                                                     | Чін Мьон Йон                                     | 3:14                                             |
| 17.                                              | «The Death»                                          |                                                                                     | Mama Gorilla                                                     | Mama Gorilla                                     | 3:16                                             |
| 18.                                              | «scent» (향기)                                       |                                                                                     | Сін Мін Йон                                                      | Сін Мін Йон                                      | 2:14                                             |
| 19.                                              | «Dream in Hanyang» (한양에서의 꿈)                   |                                                                                     | Пьон Тон Ук                                                      | Пьон Тон Ук                                      | 1:35                                             |
| 20.                                              | «a month in full bloom» (한맺힌 달)                  |                                                                                     | Лім Ха Йон                                                       | Лім Ха Йон                                       | 3:45                                             |
| 21.                                              | «I'll keep it in my heart» (영원히 담아둘게)         |                                                                                     | Кім Ван Джон                                                     | Кім Ван Джон                                     | 2:50                                             |
| 22.                                              | «Tears and fate» (눈물 그리고 운명)                  |                                                                                     | Лім Ха Йон                                                       | Лім Ха Йон                                       | 2:36                                             |
| 23.                                              | «love» (연모)                                        |                                                                                     | Сін Мін Йон                                                      | Сін Мін Йон                                      | 3:23                                             |
| 24.                                              | «Princess Yeon-joo» (연주공주)                       |                                                                                     | Пьон Тон Ук                                                      | Пьон Тон Ук                                      | 2:27                                             |
| 25.                                              | «a murder list» (살명부)                             |                                                                                     | Чін Мьон Йон                                                     | Чін Мьон Йон                                     | 3:32                                             |
| 26.                                              | «Reasons for Revenge» (복수의 이유)                  |                                                                                     | Рю Син Мін                                                       | Рю Син Мін                                       | 2:41                                             |
| 27.                                              | «waeves of hope» (희망의 파도)                       |                                                                                     | Пьон Тон Ук                                                      | Пьон Тон Ук                                      | 1:54                                             |
| 28.                                              | «Come to me» (내게 와요)                             |                                                                                     | Чін Мьон Йон                                                     | Чін Мьон Йон                                     | 3:18                                             |
| 29.                                              | «May the clouds clear» (구름이 걷히길)               |                                                                                     | Mama Gorilla                                                     | Mama Gorilla                                     | 3:27                                             |
| 30.                                              | «a sweet woman» (귀여운 여인)                        |                                                                                     | Пьон Тон Ук                                                      | Пьон Тон Ук                                      | 1:27                                             |
| 31.                                              | «To you» (나 그대에게)                               |                                                                                     | Кім Чі Йон                                                       | Кім Чі Йон                                       | 3:43                                             |
| 32.                                              | «the shadow of the moon» (달의 그림자)               |                                                                                     | Лім Ха Йон                                                       | Лім Ха Йон                                       | 2:42                                             |
| 33.                                              | «Starlight» (별빛)                                   |                                                                                     | Кім Чі Йон                                                       | Кім Чі Йон                                       | 3:33                                             |
| 34.                                              | «Detween the stars and the moon» (별과 달 사이)      |                                                                                     | Лім Ха Йон                                                       | Лім Ха Йон                                       | 4:02                                             |
| 35.                                              | «the heart of the fallen» (쓰러진 자의 마음)         |                                                                                     | Пьон Тон Ук                                                      | Пьон Тон Ук                                      | 2:07                                             |
| 36.                                              | «LIFE»                                               |                                                                                     | Кім Чі Йон                                                       | Кім Чі Йон                                       | 3:02                                             |
| 37.                                              | «Excuse me» (이리 오너라)                            |                                                                                     | Пьон Тон Ук                                                      | Пьон Тон Ук                                      | 1:18                                             |
| 38.                                              | «the legal blues» (법정 블루스)                      |                                                                                     | Чон Пон Ґіль                                                     | Чон Пон Ґіль                                     | 2:10                                             |
| 39.                                              | «under the moonlight» (달빛 아래서)                  |                                                                                     | Сін Мін Йон                                                      | Сін Мін Йон                                      | 2:54                                             |
| 40.                                              | «for the sake of the people» (백성을 위해)           |                                                                                     | Пьон Тон Ук                                                      | Пьон Тон Ук                                      | 1:47                                             |
| 41.                                              | «one day» (어느날)                                   |                                                                                     | Лім Ха Йон                                                       | Лім Ха Йон                                       | 2:03                                             |
| 42.                                              | «I miss you, I miss you» (그리워 그리워)             |                                                                                     | Чон Пон Ґіль                                                     | Чон Пон Ґіль                                     | 3:19                                             |
| 43.                                              | «Great solution» (기막힌 솔루션)                     |                                                                                     | Рю Син Мін                                                       | Рю Син Мін                                       | 2:34                                             |

### Альбом частинами
| Joseon Attorney (Original Television Soundtrack), Part 1 | Joseon Attorney (Original Television Soundtrack), Part 1 | Joseon Attorney (Original Television Soundtrack), Part 1                            | Joseon Attorney (Original Television Soundtrack), Part 1 | Joseon Attorney (Original Television Soundtrack), Part 1 | Joseon Attorney (Original Television Soundtrack), Part 1 |
| #                                                        | Назва                                                    | Автор слів                                                                          | Автор музики                                             | Виконавець                                               | Тривалість                                               |
| -------------------------------------------------------- | -------------------------------------------------------- | ----------------------------------------------------------------------------------- | -------------------------------------------------------- | -------------------------------------------------------- | -------------------------------------------------------- |
| 1.                                                       | «Run away»                                               | Hellogoodboy, Лі Тон Йон, Кім Мін Ґю, Кім Мін Дже (ONCLASSA), Со Чі Хьок (ONCLASSA) | Hellogoodboy, Лі Тон Йон, Кім Мін Ґю                     | Лі Чхан Соп                                              | 3:30                                                     |
| 2.                                                       | «Run away (Inst.)»                                       |                                                                                     | Hellogoodboy, Лі Тон Йон, Кім Мін Ґю                     | Лі Чхан Соп                                              | 3:30                                                     |

| Joseon Attorney (Original Television Soundtrack), Part 2 | Joseon Attorney (Original Television Soundtrack), Part 2 | Joseon Attorney (Original Television Soundtrack), Part 2 | Joseon Attorney (Original Television Soundtrack), Part 2 | Joseon Attorney (Original Television Soundtrack), Part 2 | Joseon Attorney (Original Television Soundtrack), Part 2 |
| #                                                        | Назва                                                    | Автор слів                                               | Автор музики                                             | Виконавець                                               | Тривалість                                               |
| -------------------------------------------------------- | -------------------------------------------------------- | -------------------------------------------------------- | -------------------------------------------------------- | -------------------------------------------------------- | -------------------------------------------------------- |
| 1.                                                       | «LEAD»                                                   | Лімґо, Лісон                                             | Ніклас Еклунд, Олівер Фернстрем, Крістін Боґен           | Нан А Джін                                               | 3:14                                                     |
| 2.                                                       | «LEAD (Inst.)»                                           |                                                          | Ніклас Еклунд, Олівер Фернстрем, Крістін Боґен           | Нан А Джін                                               | 3:14                                                     |

| Joseon Attorney (Original Television Soundtrack), Part 3 | Joseon Attorney (Original Television Soundtrack), Part 3 | Joseon Attorney (Original Television Soundtrack), Part 3 | Joseon Attorney (Original Television Soundtrack), Part 3 | Joseon Attorney (Original Television Soundtrack), Part 3 | Joseon Attorney (Original Television Soundtrack), Part 3 |
| #                                                        | Назва                                                    | Автор слів                                               | Автор музики                                             | Виконавець                                               | Тривалість                                               |
| -------------------------------------------------------- | -------------------------------------------------------- | -------------------------------------------------------- | -------------------------------------------------------- | -------------------------------------------------------- | -------------------------------------------------------- |
| 1.                                                       | «Spring Again» (우린 다시 봄)                            | Хан Кьон Су, bigguyrobin                                 | Хан Кьон Су, bigguyrobin                                 | Борамію                                                  | 3:38                                                     |
| 2.                                                       | «Spring Again» (우린 다시 봄 (Inst.))                    |                                                          | Хан Кьон Су, bigguyrobin                                 | Борамію                                                  | 3:38                                                     |

| Joseon Attorney (Original Television Soundtrack), Part 4 | Joseon Attorney (Original Television Soundtrack), Part 4 | Joseon Attorney (Original Television Soundtrack), Part 4 | Joseon Attorney (Original Television Soundtrack), Part 4         | Joseon Attorney (Original Television Soundtrack), Part 4 | Joseon Attorney (Original Television Soundtrack), Part 4 |
| #                                                        | Назва                                                    | Автор слів                                               | Автор музики                                                     | Виконавець                                               | Тривалість                                               |
| -------------------------------------------------------- | -------------------------------------------------------- | -------------------------------------------------------- | ---------------------------------------------------------------- | -------------------------------------------------------- | -------------------------------------------------------- |
| 1.                                                       | «Take me back in time» (시간을 돌려서)                   | Чон Кин Хва (Weeky1)                                     | Чон Кин Хва (Weeky1), Кім Су Бін (AIMING), Квон Су Хьон (AIMING) | Сою                                                      | 4:35                                                     |
| 2.                                                       | «Take me back in time» (시간을 돌려서 (Inst.))           |                                                          | Чон Кин Хва (Weeky1), Кім Су Бін (AIMING), Квон Су Хьон (AIMING) | Сою                                                      | 4:35                                                     |

| Joseon Attorney (Original Television Soundtrack), Part 5 | Joseon Attorney (Original Television Soundtrack), Part 5 | Joseon Attorney (Original Television Soundtrack), Part 5 | Joseon Attorney (Original Television Soundtrack), Part 5 | Joseon Attorney (Original Television Soundtrack), Part 5 | Joseon Attorney (Original Television Soundtrack), Part 5 |
| #                                                        | Назва                                                    | Автор слів                                               | Автор музики                                             | Виконавець                                               | Тривалість                                               |
| -------------------------------------------------------- | -------------------------------------------------------- | -------------------------------------------------------- | -------------------------------------------------------- | -------------------------------------------------------- | -------------------------------------------------------- |
| 1.                                                       | «I always»                                               | Пан Со                                                   | Пан Со                                                   | MORE                                                     | 4:40                                                     |
| 2.                                                       | «I always (Inst.)»                                       |                                                          | Пан Со                                                   | MORE                                                     | 4:40                                                     |

## Рейтинги
Найнижчі рейтинги позначені синім кольором, а найвищі — червоним кольором.
| Серія            | Дата показу      | Назва серії                                                     | Середнє значення кількості переглядів | Середнє значення кількості переглядів |
| Серія            | Дата показу      | Назва серії                                                     | AGB Nielsen                           | AGB Nielsen                           |
| Серія            | Дата показу      | Назва серії                                                     | Загальнонаціональні                   | Сеул                                  |
| ---------------- | ---------------- | --------------------------------------------------------------- | ------------------------------------- | ------------------------------------- |
| 1                | 31 березня 2023  | - Кан Хан Су із зовнішнього відділу - (кор. 외지부 강한수)      | 2,8 %                                 | 2,8 %                                 |
| 2                | 1 квітня 2023    | - Вступ до помсти - (кор. 복수의 서막)                          | 2,9 %                                 | Н/Д                                   |
| 3                | 7 квітня 2023    | - Справа про розлучення (Частина 1) - (кор. 이혼송사(上))       | 2,9 %                                 | 3,0 %                                 |
| 4                | 8 квітня 2023    | - Справа про розлучення (Частина 2) - (кор. 이혼송사(下))       | 2,7 %                                 | Н/Д                                   |
| 5                | 14 квітня 2023   | - Жорстокість Чхонсана (Частина 1) - (кор. 청산잔혹사(上))      | 2,5 %                                 | Н/Д                                   |
| 6                | 15 квітня 2023   | - Жорстокість Чхонсана (Частина 2) - (кор. 청산잔혹사(下))      | 2,2 %                                 | Н/Д                                   |
| 7                | 21 квітня 2023   | - Таємні двері - (кор. 비밀의 문)                               | 3,8 %                                 | 3,5 %                                 |
| 8                | 22 квітня 2023   | - Зізнання - (кор. 자백)                                        | 4,4 %                                 | 4,5 %                                 |
| 9                | 28 квітня 2023   | - Вивернута доля - (кор. 어긋난 운명)                           | 2,9 %                                 | Н/Д                                   |
| 10               | 29 квітня 2023   | - Розкриття таємниці - (кор. 드러난 비밀)                       | 2,8 %                                 | Н/Д                                   |
| 11               | 5 травня 2023    | - Прощання - (кор. 이별)                                        | 3,6 %                                 | 3,6 %                                 |
| 12               | 6 травня 2023    | - Власник землі - (кор. 땅의 주인)                              | 3,2 %                                 | 3,3 %                                 |
| 13               | 12 травня 2023   | - Падіння опалої_квітки (Частина 1) - (кор. 낙화_꽃이 지다(上)) | 2,6 %                                 | Н/Д                                   |
| 14               | 13 травня 2023   | - Падіння опалої_квітки (Частина 2) - (кор. 낙화_꽃이 지다(下)) | 2,3 %                                 | Н/Д                                   |
| 15               | 19 травня 2023   | - Весільна обіцянка - (кор. 초례의 약속)                        | 3,0 %                                 | 2,5 %                                 |
| 16               | 20 травня 2023   | - Моє бажання це… - (кор. 나의 소원은…)                         | 2,9 %                                 | 3,0 %                                 |
| Середнє значення | Середнє значення | Середнє значення                                                | 3,0 %                                 | —                                     |
| Спеціальна серія | 24 березня 2023  | - Прем'єра «Чосонського адвоката» - (кор. 조선변호사 프리미어)  | 1,8 %                                 | Н/Д                                   |

## Виноски
1. 1 2 3 4  У династію Чосон не існувало поняття адвоката (кор. 변호사), однак були міністри зовнішнього відділу (кор. 외지부, ханча: 外知部, дослівно: зовнішній відділ). Вони не були держслужбовцями, але відігравали важливу роль у подачі судових позовів, бо на той час право записувалося виключно на ханчі (китайських ієрогліфах), а більшість непривілейованої верстви населення династії Чосон не вміли ні читати, ні писати, ні розуміти китайські ієрогліфи. Тому вони виступали як треті особи, що допомагали простолюддями подавати судові позови[8].
2. ↑  Згідно з корейською Вікіпедією, йоґак (кор. 여각) — це заклад подібний до кекджу[ko] (кор. 객주), але має трохи більше капіталу. Кекджу означає трактир або заїзд за часів династії Чосон для купців, що приїхали з інших регіонів для продажу своїх товарів.
3. ↑  У корейській мові тут відбувається гра слів, бо слово 소원 може означати і «бажання» і головну героїню, в якої друге ім'я Совон.
4. ↑  Точне середнє значення невідоме, бо рейтинги певних серій не записувалися.